# Talas-Kammratte
Die Talas-Kammratte (Ctenomys talarum) ist eine Art der Kammratten. Die Art kommt in Argentinien in der Küstenregion der Provinz Buenos Aires und in der Provinz La Pampa vor.

## Merkmale
Die Talas-Kammratte erreicht eine Gesamtlänge von 21,2 bis 25,4 Zentimetern bei einer Schwanzlänge von 5,6 bis 7,5 Zentimetern; für das Gewicht gibt es keine spezifischen Angaben. Es handelt sich damit um eine vergleichsweise kleine Art der Kammratten, wobei sich die drei Unterarten in der Größe gleichen. Die Rückenfärbung ist dunkel haselnussbraun bis gräulich rotbraun, wobei die Bauchseite der Rückenseite entspricht. Im Bereich der Achseln sind deutliche weiße Flecken ausgebildet; weitere weiße Flecken befinden sich im unteren Bereich der Ohren.
Der Schädel ist kräftig mit einer kurzen Schnauzenregion. Er ist im Bereich des Warzenfortsatzes am Schläfenbein schmaler als im Bereich der Jochbögen. Der Penisknochen (Bacculum) ist kurz und schmal mit einer Länge von durchschnittlich etwa 6,5 Millimetern und einer Dicke von 0,9 bis 1,3 Millimetern; er ist an den Enden nicht auffällig verdickt.
Der Karyotyp besteht aus einem doppelten Chromosomensatz von 2n=44 bis 48 Chromosomen. Die Spermien sind symmetrisch gebaut.

## Verbreitung
Das Verbreitungsgebiet der Talas-Kammratte ist auf Argentinien in der Küstenregion der Provinz Buenos Aires um die Großstadt Buenos Aires und in der Provinz La Pampa begrenzt. Dabei kommt sie in drei Unterarten vor, die jeweils unterschiedliche Regionen besiedeln.

## Lebensweise
Über die Lebensweise der Talas-Kammratte liegen wie bei den meisten Arten der Kammratten nur wenige Informationen vor. Sie lebt wie alle Kammratten weitgehend unterirdisch in Gangsystemen, die sie in sandigen bis lehmigen Böden der Küstendünen und des küstennahen Graslands anlegt. Sie ist wie die meisten Kammratten Einzelgänger (solitär) und streng territorial. Dabei lebt ein Individuum grundsätzlich immer allein in einem Bau. Das Territorium der Männchen ist etwa 50 % größer als das der Weibchen, und junge Tiere besiedeln sehr rasch freigewordene Baue verstorbener Tiere. Die Bestandsdichten können mir mehr als 200 Individuen pro Hektar recht hoch sein.
Die Tiere ernähren sich vegetarisch von den verfügbaren Pflanzen, vor allem von Gräsern. Dabei besteht die Nahrung vor allem aus Bromus unioloides als dominanter Grasart der Region. Die Wurfzeit liegt im südamerikanischen Frühjahr und reicht, regional verschieden, von Oktober bis Dezember. Die Tragzeit beträgt im Schnitt etwa 95 bis 102 Tage; die Weibchen gebären durchschnittlich vier Jungtiere. Die Jungtiere entwickeln sich rasch und erreichen die Geschlechtsreife in der Paarungssaison nach ihrer Geburt.

## Systematik
Die Talas-Kammratte wird als eigenständige Art innerhalb der Gattung der Kammratten (Ctenomys) eingeordnet, die aus etwa 70 Arten besteht. Die wissenschaftliche Erstbeschreibung der Art stammt von dem Zoologen Oldfield Thomas aus dem Jahr 1898, der sie anhand von Individuen aus Las Talas, Ensenada, bei La Plata beschrieb. Aufgrund von molekularbiologischen Daten wird die Art mit weiteren verwandten Arten der talarum-Artengruppe zugeordnet. Teilweise wurde sie der Mendoza-Kammratte (Ctenomys mendocinos) zugeordnet.
Innerhalb der Art werden mit der Nominatform drei Unterarten unterschieden:
- Ctenomys talarum talarum Thomas, 1898: Die Nominatform kommt in den Dünen der Küste von Necochea bis Punta Alta in der südlichen Provinz Buenos Aires vor.
- Ctenomys talarum antonii Rusconi, 1928: Diese Unterart kommt in den Küstengebieten der Provinz Buenos Aires vor.
- Ctenomys talarum occidentalis Justo, 1992: Diese Unterart lebt in der Provinz La Pampa.

Daneben gibt es  Populationen in der Provinz Buenos Aires, die bisher keiner Unterart zugeordnet sind. Justo et al. 2003 und Wilson & Reeder 2005 führten zudem Ctenomys talarum recessus Thomas, 1912 als weitere Unterart.

## Status, Bedrohung und Schutz
Die Talas-Kammratte wird von der International Union for Conservation of Nature and Natural Resources (IUCN) aufgrund des vergleichsweise großen Verbreitungsgebietes und der angenommenen großen Populationen als nicht gefährdet („least concern“) eingeordnet. Bestandsgefährdende Risiken sind für diese Art nicht bekannt.

## Belege
1. 1 2 3 4 5 6 7 8 9 10 11 12 13  Talas Tuco-tuco. In: T.R.O. Freitas: Family Ctenomyidae In: Don E. Wilson, T.E. Lacher, Jr., Russell A. Mittermeier (Herausgeber): Handbook of the Mammals of the World: Lagomorphs and Rodents 1. (HMW, Band 6) Lynx Edicions, Barcelona 2016, S. 523, ISBN 978-84-941892-3-4.
2. 1 2 3  Ctenomys talarum. In: Don E. Wilson, DeeAnn M. Reeder (Hrsg.): Mammal Species of the World. A taxonomic and geographic Reference. 2 Bände. 3. Auflage. Johns Hopkins University Press, Baltimore MD 2005, ISBN 0-8018-8221-4.
3. 1 2  Enrique R. Justo, Luciano J.M. De Santis, Marta S. Kin: Ctenomys talarum. Mammalian Species 730, 18. Dezember 2003; S. 1–5. (Volltext)
4. 1 2  Ctenomys talarum in der Roten Liste gefährdeter Arten der IUCN 2020. Eingestellt von: C. Bidau, 2016. Abgerufen am 6. Juni 2020.